# Twifo Ati Morkwa (distrito)
Twifo Ati Morkwa es un distrito de la región Central, Ghana. En septiembre de 2018 tenía una población estimada de 72 969 habitantes.
Se encuentra ubicado al sur del país, cerca de la costa del golfo de Guinea, al sur de la meseta de Kwahu, al suroeste del lago Volta y al oeste de Acra, la capital de Ghana. 